# Breny
Breny település Franciaországban, Aisne megyében. Lakosainak száma 219 fő (2022. január 1.). Breny Armentières-sur-Ourcq, La Croix-sur-Ourcq, Montgru-Saint-Hilaire, Oulchy-la-Ville és Oulchy-le-Château községekkel határos.

## Népesség
A település népességének változása:
| Lakosok száma | 260  | 219  | 212  | 267  | 257  | 252  | 244  | 240  | 237  | 219  |
|               | 1968 | 1982 | 1990 | 2006 | 2013 | 2015 | 2017 | 2019 | 2020 | 2022 |